# Флоріян Кудревич
Флоріян Кудревич (пол. Florian Kudrewicz; 1766, Янишівка (пол. Janiszówka) — 14 червня 1834, Краків) — український церковний діяч, священик-василіянин, богослов, доктор богослов'я, педагог, професор Святого Письма (1815—1831) і декан (1808—1810 і 1818—1821) богословського факультету Ягеллонського університету.

## Життєпис
Народився у 1766 році в с. Янишівка Київського воєводства (нині, мабуть, село Іванівка Ставищенської селищної громади Київської області) в сім'ї Івана Кудревича і його дружини Олени з дому Єнджейовська.
Після початкових студій у Вінниці та Каневі, у 1786 році вступив до Василіанського Чину в Почаєві. Після новіціяту розпочав вивчати філософію в Умані, та вже у 1787 році переведений до Кракова, де до 1790 року навчався на курсах для майбутніх вчителів та студіював богослов'я і право в Краківській академії. У 1790 році повернувся на Батьківщину для викладання у василіянських школах у Барі (1791—1792), Шаргороді (1793), Каневі (1794—1796). В канівських школах упродовж двох років виконував також обов'язки префекта.
На прохання холмського єпископа Порфирія Скарбек-Важинського переїхав у 1797 році до Кракова і став душпастирем греко-католицької спільноти. У 1799 році призначений парохом, добре виконував свої обов'язки, а в 1808 році здобув для греко-католицької парафії костел Святого Норберта в Кракові. Був одним із найвідданіших і найбільш заслужених душпастирів у розвитку релігійного життя українців у Кракові. У 1802—1807 роках о. Флоріян Кудревич був заступником професора Святого Письма на богословському факультеті Краківської академії. В 1808/1809 навчальному році був деканом богословського факультету, пізніше став його тимчасовим директором. 14 грудня 1809 року отримав докторат з богослов'я. Обов'язки декана виконував до 1810 року. Одночасно в 1807—1809 роках виконував обов'язки префекта університетської друкарні (згодом також і в 1815—1820 роках). У період з 17 жовтня 1810 року до 27 серпня 1811 року виконував також обов'язки директора університетської бібліотеки. В січні 1815 року став екзаменатором кандидатів на кафедри богословського факультету, з 7 березня — звичайний професор Святого Письма (аж до 1831 року). У 1820—1821 роках викладав також догматичне богослов'я.
Флоріян Кудревич належав до перших дійсних членів заснованого в 1815 році Краківського наукового товариства, на зібраннях якого виголошував реферати. У 1818—1821 роках знову обраний на посаду декана богословського факультету. У 1819—1820 роках був делегатом університету на з'їзд представників (сейм) Вільного міста Кракова, а 1823—1826 роках членом Урядового сенату. У 1821 році був заступником ректора Ягеллонського університету Валентія Літвінського.
Помер о. Флоріян Кудревич, ЧСВВ 14 червня 1834 року в Кракові.

## Праці
- «Rys instrukcyi porządku fizycznego dla ludu, wykładaiący należytości i powinności człowieka, i zamykaiący życie naturalne, rolnicze, społeczne i polityczne ludzi, w rozmowach / przekładania X. F. K. B. T. D. P. S. w A. K. P.» (Краків 1816),
- «Compendium hermeneuticae generalis librorum Veteris et Novi Foederis in usum studiosorum Sacrae Scripturae accommodatum» (Краків 1817),
- «Rys historyczny Pisma Świętego». Czytany na Posiedzeniu prywatnem Towarzystwa Naukowego dnia 13 Grudnia 1818 przez X. Floryana Kudrewicza // Rocznik Towarzystwa Naukowego z Uniwersytetem Krakowskim Połączonego, Tom V. — Kraków 1820. — S. 215—228,
- «Introductio in libros Novi Testamenti in usun studiosorum literaratum» (Краків 1821),
- «Inwentarz książek w Magazynie» (Drukarni akad.). — Kraków 20. Lutego 1819 (podpisany X. F. Kudrewicz)[4].

Можливо, о. Флоріян Кудревич є також автором виданих наприкінці ХІХ ст. книг:
- «Braterska przestroga i rada mająca na celu wytępienie u ludu naszego złych dążności wywołanych przez zubożenie, wynikające z nadużywania trunków rozpalających: wszystkim ludziom dobréj wiary i woli do rozwagi i wprowadzenia wedle możności w wykonanie / podana przez X. F. K». — Warszawa 1881.
- «Katechizm większy dla użytku kapłanów i osób dorosłych» / ks. F. K. — Warszawa: Drukarnia St. Niemiery synów, 1892 (1901)[5].